# دون واتسون
دون واتسون (بالإنجليزية: Don Watson)‏ هو ناقد أدبي أسترالي، ولد في 1949.